# Francisco de Paula Mayrink
Francisco de Paula Mayrink (Rio de Janeiro, 8 de dezembro de 1839 — Rio de Janeiro, 31 de Dezembro de 1906), mais conhecido como o Conselheiro Mayrink, foi um banqueiro, empresário, conselheiro e político brasileiro.
Filho do camarista José Carlos Mayrink e Maria Emília Teixeira Bernardes, era irmão do visconde de Mayrinck e de Clara Margarida Mayrink, esta, esposa do major-arquiteto José Maria Jacinto Rebelo.

## Carreira
Em menino, como costume da época foi mandado trabalhar em uma loja de fazendas, do comerciante Fernandes Bravo, na então Rua Matacavalos. Por uma rixa que ai teve contra um colega caixeiro, foi enviado por seu pai, como castigo, para a Escola Militar de Porto Alegre onde demorou por dois anos, findo os quais abandonou a carreira das armas e matriculou-se na Escola Politécnica do Rio de Janeiro. Dois anos depois, abandonou os estudos e ingressou como amanuense no Banco Comercial do Rio de Janeiro, do qual seu pai foi um dos fundadores.
Predestinado para assuntos financeiros, percorreu toda a escala hierárquica do banco, até que em 1876, foi eleito diretor. Dai começou a sua marcha ascencional que o colocou em posição de relevo entre os grandes financistas da época. Pouco depois de chegar a diretor do Banco Comercial, importantíssimo na época, foi chamado para salvar a Estrada de Ferro Sorocabana, de criação recente, mas já em franco declínio. Assumiu a diretoria dessa ferrovia em 15 de maio de 1880, sucedendo Luís Mateus Maylasky que fora demitido e  acusou seu predecessor de gestão ilegal. Mayrink, convencido que o sucesso da ferrovia estava condicionado ao transporte do café, expande seus trilhos na direção de Botucatu, para atingir regiões cafeeiras indo até a cidade de Assis, onde também se localizavam as oficinas da ferrovia. Incorporou a Estrada de Ferro Ituana.
Durante mais de trinta anos foi o seu nome respeitado como autoridade na praça comercial da capital da República devido a seus negócios bancários e os de estradas de ferro. Dirigiu a Companhia de Colonização Agrícola e foi acionista majoritário da Companhia Frigorífica, do Moinho Fluminense, da Empresa Açucareira de Pernambuco, da Estrada de Ferro Bahia e Minas, da Estrada de Ferro Santos-Jundiaí, da Estrada de Ferro de Petrópolis, da Companhia Brasileira de Navegação e de várias empresas de bondes do Rio de Janeiro e São Paulo, associando-se a Brasilianische Elektrizitäts Gesellschaft. Possuia também o controle acionário de empresas de obras públicas tanto no Rio quanto em Santos, de mineradoras de ouro em Minas Gerais, fábrica textil em Sorocaba e diretor do Lloyd Brasileiro. O primeiro jornal O Globo e O Paiz foram criadas por iniciativa do Conselheiro. Dotado da maior fortuna da época no Brasil, seus interesses abrangiam toda sorte de negócios: imigração, iluminação e gás, imprensa, fotografia, transportes, lavoura, higiene, divertimentos públicos, teatro, bancos, companhias de estrada de ferro, carris urbanos, navegação, indústrias, estaleiros, docas, usinas e fábricas.
Ao criar a Companhia Grande Hotel Internacional, com a dissolução desta empresa em fins de 1889, acabou proprietário do Palácio do Catete, que pertenceu a família dos condes e barões de Nova Friburgo.
Foi vice-presidente do Clube de Engenharia, fundador benemérito da Sociedade Brasileira de Geografia, cônsul-honorário do Chile no Brasil (1882), foi o fundador da coleção do Museu Paulista.
Fundou o Banco de Crédito Real Misto, ao qual depois foi incorporado o Banco Construtor, em cuja diretoria figuravam os mais eminentes políticos dos últimos anos do Império e teve o controle do Banco Predial e Popular do Rio de Janeiro. A transação com o Banco Construtor foi precursora da crise financeira apelidade de Encilhamento, que levou a dissolução do Congresso a 3 de novembro de 1890. Para executor do decreto de 7 de janeiro de 1890, que criava o Banco dos Estados Unidos do Brasil (futuro Banco do Brasil em sua atual fase) com emissões sobre lastro de apólices, foi lembrado o nome do Conselheiro Mayrink pelo então Ministro da Fazenda, Rui Barbosa. Sofreu oposição de seu rival, Visconde de Figueiredo, dono do Banco Nacional do Brasil. Com o objetivo de centralizar as emissões de títulos, Rui Barbosa promoveu a fusão dos bancos dos rivais, originando o Banco da Republica dos Estados Unidos do Brasil, com Mayrink sendo nomeado diretor, conforme o decreto de 7 de dezembro de 1890.

## Casamento
Em 1874, casou o conselheiro Mayrink com Maria José Paranhos (1848-1909), viúva de seu primo-irmão, Francisco José da Silva Rocha, filho da sua tia, Maria Romana Bernardes da Rocha, marquesa de Itamarati. Maria José Paranhos era filha de Maria Feliciano Pacheco e José Pereira da Rocha Paranhos, este, primo do visconde do Rio Branco. Tiveram quatro filhas.

## Política
Ingressou na política eleito deputado à primeira Assembleia Constituinte da República, quando se deu o seu encontro com um temível rival, o conde de Figueiredo, ficando os discursos de ambos registrados sensacionalmente nos anais do parlamento nacional. Foi depois eleito deputado por Minas Gerais.
A exploração das águas minerais de Caxambu, onde existe a Fonte Mayrink, devia-lhe inúmeros melhoramentos. Possuía uma extensa propriedade de recreio na Floresta da Tijuca, da qual fazia parte a Capelinha Mayrink. Morava em rico palacete na Rua Duque de Saxe (atual Rua General Canabarro), no bairro carioca de São Cristovão.
Durante o governo de Deodoro da Fonseca, quando Floriano Peixoto era ajudante-geral do Exército, em 16 de novembro de 1889, foi preso junto com diversos outras personalidades influentes que foram consideradas simpáticas à causa da restauração monárquica no Brasil.

## Condecorações
Agraciado com a grã-cruz da Imperial Ordem do Cruzeiro do Sul, era dignitário da Ordem de Cristo, possuía a grã-cruz de Vila Viçosa de Portugal, a Legião de Honra da França, era grande-oficial da Ordem da Águia Negra da Rússia, e dentre outras diversas condecorações possuía também o Grande Colar da Ordem da Rosa. Agraciado pelo Imperador Dom Pedro II com o título de Visconde de Filadélfia, não o aceitou por não querer trocar o nome de sua família.
Ficou com sua fortuna desbaratada depois de várias transações financeiras e sua derrocada financeira foi agravada com a crise de 1895 do Banco da República, e quando morreu legou a sua família uma fortuna insignificante em relação à grande riqueza que chegou a possuir.
Foi sepultado no Cemitério do Caju.
Dá nome a um município no interior de São Paulo (Mairinque) e também a um outro Município no Norte do Paraná (Conselheiro Mairinck), além de uma escola pública na cidade do Rio de Janeiro. Tem seu busto na Praça Afonso Pena, na Tijuca.